# Konflikt in Südthailand seit 2004
In Südthailand eskalierte 2004 ein Konflikt zwischen islamischen und separatistischen Gruppierungen und der Regierung Thailands. Die Forderungen der Aufständischen reichen von mehr Mitbestimmung bis Unabhängigkeit unter Einführung der Scharia. Ein radikalislamischer Teil der Rebellen strebt einen Staat „Patani Darussalam“ an, der auch zwei nördliche Staaten Malaysias umfassen soll. Dennoch versucht die Regierung Malaysias in dem Konflikt zu vermitteln. Der Konflikt kostete bis Januar 2016 über 6.500 Menschen das Leben.
Dem ehemaligen Premierminister Thaksin Shinawatra, der von 2001 bis 2006 regiert hat, wurde angelastet, den Konflikt verschärft zu haben.
Bis April 2011 wurden 60.000 Angehörige der Streitkräfte und der Polizei in der Region eingesetzt. Die Aufständischen töteten auch Zivilisten ohne Verbindung zu Sicherheitskräften, insbesondere Lehrer. Der Polizei in der Gegend wurde Brutalität vorgeworfen. Die Armee hat in einigen Fällen im Rahmen des Konflikts Muslime ohne Anklage festgehalten.
Folgende Kräfte betreiben den Aufstand:
- Barisan Bersatu Mujahideen Pattani, (Bersatu; „Vereinte Mudschahidin-Front Pattanis“) – Dachorganisation der südthailändischen Separatisten
- Barisan Revolusi Nasional (BRN; „Nationale Revolutionäre Front“) – mehrere Splittergruppen
- Pattani United Liberation Organization (PULO; „Vereinigte Organisation zur Befreiung Pattanis“)
- New PULO („Neue PULO“)
- Barisan Nasional Pembebasan Patani (BNPP; „Nationale Befreiungsfront Pattani“)
- Young Muslims Association of Thailand (YMAT; „Vereinigung junger Muslime in Thailand“)
- Gerakan Mujahideen Islam Pattani (GMIP; „Islamische Mudschahidin-Bewegung Pattani“)
- Mujahideen Pattani Movement (BNP)[10][11]
- Mujahideen Islamic Pattani Group
- Runda Kumpulan Kecil (RKK; „Kleine Guerilla-Gruppen“)
- Jemaah Islamiyah (JI)

Außerdem sind Drogenkartelle, Öl-Schmuggler und Piraten in der Straße von Malakka an dem Konflikt beteiligt.

## Hintergrund
Die Bevölkerung des Schauplatzes des Konflikts, der Provinzen Narathiwat, Yala und Pattani, besteht überwiegend aus malaiischsprachigen Muslimen, die starke ethnische und kulturelle Verbindungen zum angrenzenden Malaysia haben. Thailand ist ein überwiegend buddhistisches Land. Viele dort lebende Muslime fühlen sich als Bürger zweiter Klasse behandelt.
Separatistische Bestrebungen hat es im Gebiet des früheren Sultanats Patani seit dessen Eingliederung in den siamesischen Zentralstaat 1902 gegeben. Die Regierung versuchte eine erzwungene Assimilation („Thaiisierung“) der ethnisch malaiischen Bevölkerung. Diese begann bereits an der Wende von 19. zum 20. Jahrhundert und wurde während der Regierung Plaek Phibunsongkhrams ab 1938 noch intensiviert. Bereits während der 1940er- bis 80er-Jahre gab es eine Reihe von Aufständen gegen diese Politik der Zentralregierung.
Der in Songkhla geborene General Prem Tinsulanonda, der in den 1980er-Jahren Premierminister war, beendete endlich die Assimilationspraxis, gestand der islamischen Bevölkerung kulturelle Rechte zu und förderte die wirtschaftliche Entwicklung in der traditionell benachteiligten Region. In den 1990er-Jahren schlief der Konflikt praktisch ein. Er flammte nach der Regierungsübernahme durch Thaksin Shinawatra 2001 wieder auf, dessen Regierung eine aggressive Vorgehensweise gegenüber separatistischen Angriffen sowie im „Krieg gegen Drogen“ wählte. Beobachtern zufolge hat eine Reihe politischer Fehler der Thaksin-Regierung den Konflikt befeuert. Der Ministerpräsident löste das von Prem 1981 eingerichtete Verwaltungszentrum für die südlichen Grenzprovinzen, das als Bindeglied zwischen Zentralregierung und muslimischen Führungskräften gedient hatte, sowie die gemeinsame Task-Force zur Konfliktbewältigung aus Zivilisten, Polizei und Militär auf.
Bis Juli 2006 verließ ein Zehntel der 360.000 in den drei Südprovinzen lebenden Buddhisten ihre Heimat.

## Chronik

### Vor 2004
Von 2001 bis 2003 kam es zu vereinzelten Schießereien, Brand- und Bombenanschlägen und Überfälle auf Waffenlager der Regierungstruppen in den Südprovinzen. Die Regierung von Thaksin Shinawatra leugnete jedoch, dass diese etwas mit dem ethnisch-religiösen Konflikt oder Separatismus zu tun hätten und schrieb sie stattdessen Revierkämpfen zwischen kriminellen Organisationen zu. Thaksin, der selbst vor seiner politischen Karriere Polizeioffizier gewesen war, zeigte sich überzeugt, dass diese Probleme von der Polizei und nicht dem Heer gelöst werden sollten. 2002 löste er das besondere Verwaltungszentrum für die Südlichen Grenzprovinzen und die Zivil-Polizeilich-Militärische Task Force 43 auf. Der von Thaksin im Januar 2003 ausgerufene „Krieg gegen Drogen“ führte nach Einschätzung verschiedener Nichtregierungsorganisationen zu erheblichen Menschenrechtsverletzungen wie außergerichtlichen Hinrichtungen und Tötungen Unschuldiger. Viele malaiisch-muslimische Dorfbewohner fühlten sich bedroht und von den Regierungskräften missachtet und schlossen sich militanten Separatisten wie der BRN-Koordinasi an.

### 2004–05
Am 4. Januar 2004 wurden Brandanschläge auf 20 Schulen und drei Polizeiposten in der Provinz Narathiwat verübt. Am selben Tag stürmten mehr als 50 Bewaffnete, die nicht identifiziert werden konnten, das Waffenlager des 4. Pionierbataillons, erschossen vier buddhistische Soldaten und nötigten muslimische Soldaten, das islamische Glaubensbekenntnis zu sprechen und zu desertieren. Sie erbeuteten zahlreiche Sturmgewehre, Maschinengewehre, Raketenwerfer, Panzerfäuste, Pistolen und Munition. Einer der Angreifer rief Berichten zufolge Patani Merdeka! („freies Patani“).
Am 5. Januar verhängte die Regierung das Kriegsrecht über die drei Provinzen Narathiwat, Pattani und Yala. Armee und Polizei nahmen massenhaft Durchsuchungen und Verhaftungen ohne richterlichen Beschluss vor. Sie operierten unter großem Druck, da Thaksin versprochen hatte, die Verantwortlichen für den Angriff vom 4. Januar binnen einer Woche ausfindig zu machen und gefangen zu nehmen. Verhaftete durften sieben Tage lang festgehalten werden, ohne dass ein Strafverfahren gegen sie eingeleitet wurde.
Der muslimische Rechtsanwalt und Menschenrechtsaktivist Somchai Neelapaijit, Vorsitzender der Vereinigung muslimischer Juristen Thailands, prangerte in einem Brief an den Menschenrechtsausschuss des thailändischen Senat vom 11. März 2004 angebliche Misshandlungen und Folter von Verhafteten an. Einen Tag später „verschwand“ Somchai. Sein mutmaßlicher Tod wurde nie aufgeklärt.
Am 28. April 2004 stürmte die Armee auf Befehl des Generals Pallop Pinmanee und entgegen der Anordnung des für Sicherheitspolitik zuständigen Vize-Ministerpräsidenten Chavalit Yongchaiyudh die Krue-Se-Moschee in Pattani. Die Soldaten töteten alle 32 mutmaßlichen Rebellen, die sich in der Moschee verschanzt hatten. Sie hatten nach Angaben des Militärs in den frühen Morgenstunden Polizeikontrollen angegriffen. Insgesamt starben an diesem Tag fünf Sicherheitskräfte und 106 vermutete militante Regierungsgegner, darunter zahlreiche Jugendliche.
Am 25. Oktober des gleichen Jahres tötete die Polizei 85 Demonstranten, die in der Grenzstadt Tak Bai gegen Verhaftungen protestiert hatten. Das Ereignis verschaffte den militanten Islamisten weiteren Auftrieb. Im November 2005 verhängte die Regierung zusätzlich zu den drei betroffenen Provinzen auch in zwei angrenzenden Landkreisen der Provinz Songkhla den Ausnahmezustand.

### 2006
Die im März 2005 von Ministerpräsident Thaksin eingerichtete „Nationale Versöhnungskommission“ unter der Leitung des Ex-Premiers Anand Panyarachun legte im Juni 2006 ihren Abschlussbericht mit Vorschlägen zur Lösung des Konflikts vor. Unter anderem regte sie an, regional Malaiisch zur zweiten „Arbeitssprache“ zu machen. Der einflussreiche Kronratspräsident Prem Tinsulanonda lehnte das Ansinnen jedoch ab und es wurde nicht weiter verfolgt.
Der Oberbefehlshaber des Heeres, General Sonthi Boonyaratglin, der selbst Muslim ist, schlug im September 2006 Verhandlungen mit den Aufständischen vor. Sonthi zufolge war das aber von der Thaksin-Regierung nicht gewollt. Kurze Zeit später unternahm er einen Putsch und stürzte Thaksin. Der vom Militär eingesetzte neue Ministerpräsident Surayud Chulanont entschuldigte sich für die aggressive Politik seines Vorgängers. Trotzdem brannten Rebellen im November 2006 drei Schulen in der Provinz Yala nieder. Eine vierte wurde stark beschädigt. Schulen und Lehrer waren besonders oft Ziele der Rebellen, da diese sie als Verkörperung der Zentralregierung betrachten. Anschließend beschloss der Lehrerverband, alle Schulen in Pattani, Yala und Narathiwat zu schließen, solange die Regierung nicht für deren Sicherheit garantieren könne. Über 1000 Einrichtung waren davon betroffen. Im November 2007 kreuzigten die Rebellen einen Muslim, der als Informant einer regierungsnahen Miliz gedient hatte und enthaupteten zwei buddhistische Fischhändler.

### 2008–2011
Am 4. November 2008 fanden durch Bombenexplosionen in der Provinz Narathiwat 62 Menschen den Tod. Im Jahr 2009 nahm der Leiter der PULO an einer Sitzung der Organisation der Islamischen Konferenz teil.
Im Mai 2011 wurden zwei buddhistische Mönche Opfer eines Bombenangriffs.

### 2013
Im März 2013 begann die thailändische Regierung Gespräche mit der BRN unter Vermittlung des früheren malaysischen Geheimdienstdirektors Ahmad Zamzamin über eine Beilegung des Konflikts. Die Anschläge gingen allerdings weiter. Obwohl sie Vertraulichkeit vereinbart hatten, veröffentlichte die BRN im April in einem Youtube-Video einen Katalog mit fünf Forderungen, die aus ihrer Sicht Voraussetzungen für Frieden seien. Der Oberkommandierende des Heeres Prayuth Chan-ocha lehnte diese Forderungen ab. Die Regierung sagte jedoch zu, sie zu prüfen und zu überdenken. Im September fügte die BRN als weitere Bedingung die Forderung nach Festschreibung eines Sonderverwaltungsstatus für die südlichsten Provinzen in der thailändischen Verfassung hinzu. Im November kündigten auch PULO und BIPP an, künftig an den informellen Friedensgesprächen mit Regierungsvertretern teilzunehmen.

### 2025
Während des heiligen Monats Ramadan, im März 2025 detonierte eine Autobombe beim Bezirksamt in Sungai Kolok in der Provinz Narathiwat wo durch zwei freiwillige Zivilverteidiger getötet wurden.

## Eisenbahnverkehr
Einige Bahnhöfe und Haltepunkte der Südbahn des Landes wurden aufgrund der Empfehlung des Militärs aus Sicherheitsgründen geschlossen. Hier bekämpfen sich Separatisten des muslimisch-malaiischen Südens sowie thailändische Sicherheitskräfte. Dabei hat es wiederholt Anschläge auf den Eisenbahnverkehr gegeben. Die PULO war für sporadische Bombenanschläge auf die Eisenbahn in Hat Yai verantwortlich, bei denen im August 1992 drei Menschen getötet und sechsundsiebzig verletzt wurden. Im März 1994 kam es zu einem weiteren Anschlag auf eine Eisenbahnbrücke zwischen Hat Yai und Chana. Der Endbahnhof Su-ngai Kolok befindet sich in unmittelbarer Nähe der Grenze, so dass Bahnreisende nur eine kurze Strecke zu Fuß über eine Brücke zur Grenzabfertigung nach Rantau Panjang im Bundesstaat Kelantan zurücklegen mussten. Wegen des Konflikts in Südthailand verbunden mit häufigen Attentaten, hat die thailändische Armee den Übergang zur Harmony-Eisenbahnbrücke abgeriegelt. Die Bahngesellschaft der Malaiischen Staaten (KTM) hatte bereits den Bahnhof Rantau Panjang sowie die Bahnstrecke nach Pasir Mas, Kelantan stillgelegt. Der grenzüberschreitende Bahnverkehr nach Malaysia wurde hier bereits 1978 eingestellt und findet ausschließlich über Padang Besar statt.

## Thailändische Luftstreitkräfte
Die Thailändischen Luftstreitkräfte haben sich weitgehend aus dem Süden des Landes zurückgezogen. Die 4. Division umfasst drei Geschwader, wobei nur das 5. Geschwader auf der RTAFB Prachuap Khiri Khan sowie das 7. Geschwader auf der RTAFB Surat Thani aktiv sind. Auf der RTAFB Songkhla ist derzeit weder ein Geschwader noch eine Staffel stationiert. Am 3. April 2005 explodierte eine Bombe in der Abflughalle des Flughafens Hat Yai, wobei ein Fluggast getötet und zehn verletzt wurden. Hierzu bekannten sich islamische Separatisten aus Pattani. Hier befindet sich auch die RTAFB Hat Yai mit dem 56. Geschwader, das jedoch inaktiv ist.